# Homeless World Cup
La  Homeless World Cup è un torneo internazionale di calcio, al quale possono partecipare esclusivamente squadre composte da senzatetto. Il torneo si svolge annualmente in varie città del mondo; nel 2009 la città ospitante è stata Milano.

## Storia
L'idea di organizzare un torneo di calcio per senzatetto venne a Mel Young, cofondatore della Big Issue Scotland, e Harold Schmied, editore della Megaphon, durante l'International Network of Street Papers Conference tenutasi a Città del Capo nel 2001.
Diciotto mesi dopo il loro incontro, venne organizzata la prima edizione della Homeless World Cup a Graz, in Austria. Il successo ottenuto li spinse a proseguire con questo progetto, giunto nel 2008 alla sesta edizione.

## Regolamento
- Ogni squadra può avere un massimo di quattro giocatori, incluso il portiere.
- Le sostituzioni disponibili durante una partita sono quattro.
- Durante ogni fase di gioco, i tre giocatori di movimento della squadra che attacca, una volta che il pallone ha superato la linea di centrocampo, devono trovarsi o portarsi subito nella metà campo avversaria; viceversa solo due giocatori (più il portiere) della squadra che si difende possono stazionare nella propria metà campo, mentre il terzo giocatore di movimento deve restare al di là della linea di centrocampo. La regola è riassunta nel motto esplicativo "si attacca in tre, ci si difende in due" (non contando i portieri, che non escono dalle rispettive aree di rigore).
- La durata di una partita è 14 minuti.
- La squadra vincitrice si aggiudica tre punti, i perdenti zero; in caso di pareggio, si ricorre ai tiri di rigore.
- Le misure del campo sono: 22m (lunghezza) x 16m (larghezza).

## Albo d'oro

### Campionato maschile
| Anno      | Campione                                         |
| --------- | ------------------------------------------------ |
| 2003      | Austria                                          |
| 2004      | Italia                                           |
| 2005      | Italia                                           |
| 2006      | Russia                                           |
| 2007      | Scozia                                           |
| 2008      | Afghanistan                                      |
| 2009      | Ucraina                                          |
| 2010      | Brasile                                          |
| 2011      | Scozia                                           |
| 2012      | Cile                                             |
| 2013      | Brasile                                          |
| 2014      | Cile                                             |
| 2015      | Messico                                          |
| 2016      | Messico                                          |
| 2017      | Brasile                                          |
| 2018      | Messico                                          |
| 2019      | Messico                                          |
| 2020-2022 | non disputata a causa della pandemia di COVID-19 |
| 2023      | Cile                                             |
| 2024      | Messico                                          |

### Campionato femminile
| Anno      | Campione                                         |
| --------- | ------------------------------------------------ |
| 2008      | Zambia                                           |
| 2010      | Brasile                                          |
| 2011      | Kenya                                            |
| 2012      | Messico                                          |
| 2013      | Messico                                          |
| 2014      | Cile                                             |
| 2015      | Messico                                          |
| 2016      | Messico                                          |
| 2017      | Messico                                          |
| 2018      | Messico                                          |
| 2019      | Messico                                          |
| 2020-2022 | non disputata a causa della pandemia di COVID-19 |
| 2023      | Messico                                          |
| 2024      | Messico                                          |

## Cultura di massa
- Nel 2023 viene realizzato il film di produzione sudcoreana su questo campionato e distribuito su Netflix dal titolo Dream con protagonista Park Seo-jun.[1][2]
- Un altro film realizzato da Thea Sharrock, The Beautiful Game, con protagonisti Bill Nighy e Micheal Ward, pubblicata su Netflix nel 2024.[3][4]